# 2-й Іподромний провулок (Житомир)
2-й Іподромний провулок — провулок в Богунському районі Житомира.

## Характеристики
Розташований в привокзальній частині міста. Починається від проспекту Незалежності. Прямує на північний схід. Завершується глухим кутом. 

## Історичні відомості
Провулок виник і отримав назву в 1958 році. Назва провулка походить від тодішньої назви частини нинішнього проспекту Незалежності, з якої провулок брав початок — Іподромної вулиці. Забудова провулка остаточно сформувалася протягом другої половини ХХ століття. 